# A Sky Full of Stars
«A Sky Full of Stars» és una cançó de la banda britànica Coldplay llançada com a tercer senzill del seu sisè àlbum d'estudi, Ghost Stories, el 2 de maig de 2014.

## Informació
Es tracta de la primera cançó en la discografia de Coldplay que respira estil dance. Malgrat estar centrada en el piano, l'obertura és una balada a piano, progressivament es nota la influència house i la música electrònica dance entre les tornades.
La cançó fou enregistrada durant les sessions de gravació de l'àlbum als estudis The Bakery i The Beehive de North London (Anglaterra), estudis construïts expressament per la gravació dels àlbums anteriors Viva la Vida or Death and All His Friends (2008) i Mylo Xyloto (2011). El discjòquei suec Avicii fou convidat per la banda amb la intenció que col·laborés en la producció de la cançó. Chris Martin també li va demanar que toqués i enregistrés les parts de piano, però posteriorment va declarar que tenia la sensació que havia enganyat a la banda per no haver fet ell mateix les parts de piano.
El seu llançament es va produir el 2 de maig de 2014, unes setmanes abans de la publicació de l'àlbum, mitjançant iTunes Store i Spotify, i posteriorment per la botiga de Google Play. Al final de juny es va anunciar el llançament d'un extended play per aquest senzill acompanyat de tres cançons provinents de l'edició deluxe de l'àlbum. L'EP es publicà arreu del món excepte als Estats Units, en contraposició amb l'edició deluxe de Ghost Stories, que només estigué disposició dels estatunidencs.
Com l'àlbum i la resta de senzills, el disseny artístic fou realitzat per l'artista txeca establerta al Regne Unit, Míla Fürstová. Es tracta d'un aiguafort que consisteix en la silueta d'una carta estel·lar tridimensional sobre un fons blau que conté en el seu interior diverses figures i escenes màgiques relacionades amb els temes de l'àlbum.
El videoclip oficial del senzill fou dirigit per Mat Whitecross i filmat a King Street de Newtown, un raval de la ciutat australiana de Sydney, el 17 de juny de 2014.
Coldplay va interpretar la cançó abans del llançament del senzill però en petits formats. Abans de la seva interpretació en els concerts, la banda demanava a l'audiència que no enregistrés l'actuació de la cançó per tal d'evitar les filtracions abans del llançament. Tanmateix, la cançó fou filtrada tot just després de la seva primera actuació a Colònia (Alemanya) el 25 d'abril de 2014.

## Llista de cançons
Totes les cançons foren compostes per Guy Berryman, Jonny Buckland, Will Champion i Chris Martin, excepte «A Sky Full of Stars», en la qual també va col·laborar Avicii.
Descàrrega digital
1. «A Sky Full of Stars» (Radio edit) − 3:56
2. «All Your Friends» − 3:32
3. «Ghost Story» − 4:17
4. «O (Reprise)» − 1:37

CD senzill
1. «A Sky Full of Stars» − 4:28
2. «Midnight» (Phones 4AM Remix) − 10:56
3. «Midnight» (Henrik Schwarz Remix) − 8:42
4. «Midnight» (Jon Hopkins Remix) − 10:06